# Cassine matabelica
Cassine matabelica là một loài thực vật có hoa trong họ Dây gối. Loài này được (Loes.) Steedman mô tả khoa học đầu tiên năm 1933.